# Smil z Tuháně
Smil z Tuháně (též Smil Světlický či Smil Světlík, † před 1216?) byl český šlechtic a první historicky doložený příslušník rodu Ronovců.

## Rodina
První zmínka o něm pochází z roku 1192 (snad již i z 1188). Byl zakladatelem rodu Ronovců. Měl bratra Načerata, zakladatele Načeraticů. 
Měl dceru Scholastiku a dva syny, Častolova a Jindřicha. Oba založili rodiny a stali se zakladateli významných rodů v českém království, např. pánů z Lipé, Lichtenburků, Berků z Dubé či Klinštejnů.
Smil byl blízkým stoupencem Přemysla Otakara I. Po jeho znovunastolení na český knížecí stolec v zimě 1197 se stal jedním z jeho nejbližších rádců a pobočníků. Po roce 1210 mu byl svěřen úřad kladského kastelána. 
Smil z Tuháně zemřel někdy před rokem 1216.

### Majetek
Ve středních Čechách měl v držení Vojnici u Libochovic, kde získali první majetek i jeho synové, kteří se v roce 1232 přestěhovali do Lužice, když Jindřich v roce 1232 získal místo kastelána královského hradu v Budyšíně.